# 華利弗
華利弗（英語：Valefor），別名「瑪列法爾」（Malephar）、「華拉法」（Valafar），是所羅門七十二柱魔神中排第6位的魔神，能變化成驢頭獅身或人面獅身的模樣。善於盜竊。72位惡魔之中，他所支配的惡魔軍只有10支師團，是支配的軍團數第二少的魔神。支配軍團數最少的是比夫龍，支配6個軍團。
根據《所羅門之鑰》（Lemegeton）中記載的形象為上半身是騾子、下半身是獅子。而在布蘭西的《地獄辭典》中對他的外貌的描述為：獅子的頭部、一雙鵝的腳、兔子的尾巴。對於召喚者來說瓦利弗是個溫順的侍從，能力是使術者得到使役魔的使役權、盜取術者預期中的東西、不令術者感到迷惑。可賦予術者有關的技能和堅決大膽的心。

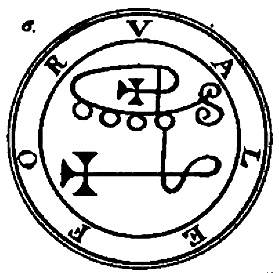
華利弗的印記